# Ред Бойз Дифферданж
«Ред Бойз Дифферда́нж» (англ. Football Association Red Boys Differdange) — колишній футбольний клуб з міста Дифферданж, що на південному заході Люксембургу. Тепер частина клубу «Дифферданж 03». «Ред Бойз» — рекордсмен за кількістю перемог у національному кубку.

## Досягнення
- Чемпіони (6): 1922-23, 1925-26, 1930-31, 1931-32, 1932-33, 1978-79[1]
- Володарі Кубка (15): 1924-25, 1925-26, 1926-27, 1928-29, 1929-30, 1930-31, 1933-34, 1935-36, 1951-52, 1952-53, 1957-58, 1971-72, 1978-79, 1981-82, 1984-85